# Jan Rataj
Jan Rataj (14. července 1855 Vráž – 9. června 1915 Vráž) byl rakouský a český zemědělec a politik, na přelomu 19. a 20. století poslanec Českého zemského sněmu a Říšské rady, jeden ze zakladatelů České agrární strany.

## Biografie
Absolvoval nižší reálku v Písku, vyšší reálku absolvoval roku 1874 v Linci (podle jiného zdroje vystudoval zemědělskou školu ve Freilingu u Hörschingu poblíž Lince). Profesně potom působil jako rolník v rodné Vráži. V letech 1880–1883 byl starostou této obce (předtím od roku 1879 v obecním výboru). Byl předsedou hospodářského spolku v Písku. Koncem století se uvádí jako člen okresní školní rady a člen okresního zastupitelstva v Písku (od roku 1885 i členem okresního výboru). Zasedal v kuratoriu lesnického učiliště v Písku.
Koncem 80. let 19. století se zapojil i do zemské politiky. Ve volbách v roce 1889 byl zvolen v kurii venkovských obcí (volební obvod Písek, Vodňany) do Českého zemského sněmu. Politicky patřil tehdy k mladočeské straně. Roku 1889 ovšem založil spolu s Alfonsem Ferdinandem Šťastným a s rolníkem Junem Selskou jednotu, později Sdružení českých zemědělců, které se ještě před koncem století vyvinulo v samostatnou Českou agrární stranu. Mandát v zemském sněmu obhájil ve volbách v roce 1895 a uvádí se již jako agrárník. Za ně zde byl opětovně zvolen i ve volbách v roce 1901. Zasedal v české sekci zemské zemědělské rady a byl i členem zemské železniční rady.
Zasedal i v Říšské radě (celostátní zákonodárný sbor), kam usedl 20. října 1898 místo Jana Vašatého za kurii venkovských obcí, obvod Písek, Strakonice atd. Mandát obhájil za stejný obvod i ve volbách roku 1901. Zvolen byl rovněž ve volbách roku 1907, konaných již podle všeobecného, rovného volebního práva, kdy byl zvolen v obvodu Čechy 067. Zasedal pak v poslaneckém Klubu českých agrárníků. Mandát zde obhájil ve volbách roku 1911. Na Říšské radě zastával od roku 1901 funkci historicky prvního předsedy samostatného poslaneckého Klubu českých agrárníků. V roce 1903 vedl třídenní českou obstrukci na Říšské radě.
Za veřejné zásluhy mu byl udělen Řád Františka Josefa. Zemřel v červnu 1915.